# Santiago Botero
Santiago Botero Echeverry (født 27. oktober 1972 i Medellín) er en tidligere professionel colombiansk cykelrytter.
Han blev professionel i 1997, hvor han blev knyttet til Kelme. Senere – i 2003 – begyndte han at køre for T-Mobile Team og er i dag med på Rock Racing-mandskabet.
I år 2000 vandt han bjergtrøjen i Tour de France og har vundet tre etaper i dette løb.
I år 2002 vandt han verdensmesterskabet i tempokørsel.